# (252) Clementina
Pour les articles homonymes, voir Clementina.
(252) Clementina est un astéroïde de la ceinture principale, découvert par Henri Perrotin le 11 octobre 1885 à Nice.

## Compléments